# Saint-Hippolyte-du-Fort
Saint-Hippolyte-du-Fort è un comune francese di 3 881 abitanti situato nel dipartimento del Gard, nella regione dell'Occitania.

## Società

### Evoluzione demografica
Abitanti censiti